# Луций Дувий Авит
Луций Дувий Авит (на латински: Lucius Duvius Avitus) е политик и сенатор на Римската империя през 1 век по времето на император Нерон.
Дувий е първият гал, приет в сената. Проилиза от Вазио Воконтиорум.
Първо е претор (praeturam legatus Augusti pro praetore) в провинция Аквитания. През ноември и декември 56 г. той е суфектконсул заедно с Публий Клодий Тразеа Пет. През 57/58 г. е легат в Долна Германия и след това в Горна Германия при Тит Куртилий Манциа.